# Assembleia Nacional (Portugal)
A Assembleia Nacional (1933–1974) foi a câmara de deputados do Estado Novo, órgão de soberania ao qual nos termos do artigo 71.º da Constituição Política da República Portuguesa de 1933 cabia o poder legislativo, não tendo quaisquer competências em matéria de fiscalização da atividade governamental, já que o Governo respondia em exclusivo perante o Chefe de Estado, e só podendo assumir poderes de revisão constitucional por indicação do Chefe de Estado e apenas no âmbito por aquele indicado. A Assembleia Nacional era um órgão monocameral (embora coexistisse com uma Câmara Corporativa de carácter consultivo), eleita cada quadriénio por sufrágio direto maioritário, inicialmente em lista única num círculo nacional, depois em listas não partidárias (designadas A, B,…) em círculos distritais (Metrópole e Ilhas Adjacentes) e provinciais (no ultramar). Com uma composição que variou entre os 90 deputados da I legislatura (1934–1938) e os 150 deputados da XI e última legislatura (1973–1974), a Assembleia Nacional poucas vezes exerceu o poder legislativo que teórica e constitucionalmente lhe estava atribuído, sendo antes uma câmara de eco do regime, embora de forma meramente esporádica tivessem alguns dos seus deputados protagonizado casos de menor ortodoxia e até de claro desvio em relação à orientação política estabelecida pela ditadura.
Tinha a sua sede no atual Palácio de São Bento, onde funciona a Assembleia da República e que na altura foi batizado de Palácio da Assembleia Nacional. 

## Origem, estrutura e competências
A Primeira República Portuguesa foi um regime parlamentar, no qual a legitimidade do Governo dependia quase em absoluto da manutenção da confiança da maioria dos deputados. A instabilidade crónica em que o regime mergulhou, com governos cuja longevidade em geral não ultrapassava os poucos meses, resultou numa generalizada descrença no parlamentarismo, sendo aquele órgão apontado como a origem da disfuncionalidade do regime.
Como consequência, o regime da Ditadura Nacional que emergiu do Golpe de 28 de Maio de 1926 assumia-se como antiparlamentar e anti partidário, tendo como principal bandeira a existência de um governo forte e estável. O nome escolhido pelo regime, a Ditadura Nacional, reflete esse pendor, já que governar em "ditadura" era a designação adotada desde os tempos do constitucionalismo monárquico para aqueles períodos em que o governo funcionava sem supervisão parlamentar. O epíteto "nacional" serviu para reforçar a ideia de unidade em torno da causa da "nação", significando a rejeição do multipartidarismo.
Foi a partir destas premissas que o novo regime teve de pensar a sua estruturação parlamentar: se por um lado não desejava o parlamentarismo, por outro necessitava de criar um órgão que desse continuidade à tradição então já quase centenária de existência de uma câmara de representantes eleitos. Com esse objetivo, após o período que vai de 1926 a 1932, em que a ditadura militar que se consolidou contra um reviralhismo cada vez mais enfraquecido, durante o qual a Constituição da República Portuguesa de 1911 vigorara apenas em teoria, alterada por sucessivos decretos governamentais com o parlamento teoricamente suspenso, era necessário formalizar as bases do regime, dando-lhe pelo menos um simulacro de normalidade constitucional.
Sendo o antiparlamentarismo uma das bandeiras do regime, a ideia de Parlamento, enquanto órgão de soberania com legitimidade para aprovar uma nova constituição não constava das prioridades políticas do poder, sendo mesmo inaceitável dado o risco de reacender os debates anteriores a 1926. Em consequência, a legitimação da nova constituição seguiu a via plebiscitária, numa campanha que tinha por lema Nós queremos um Estado forte!.
O projeto referendado fora elaborado pelo Presidente do Conselho de Ministros, António de Oliveira Salazar, coadjuvado por um pequeno grupo de colaboradores. Para garantir uma aprovação por maioria esmagadora, o sufrágio referendário foi organizado segundo regras que favoreciam claramente a aceitação: (1) o sufrágio foi obrigatório para o universo eleitoral de cerca de um milhão e trezentos mil eleitores então existente, contando as abstenções e os votos em branco como votos a favor; (2) muitas das liberdades fundamentais estavam restringidas, sendo a única campanha admitida a favorável ao sim; e (3) a entrega do boletim em branco, onde constava a pergunta "Aprova a Constituição da República Portuguesa?", contava como um sim", enquanto que o não deveria ser expressamente escrito, com a quase certeza da imediata identificação do votante.
Sendo a única lei fundamental portuguesa, até hoje, a ser aprovada por plebiscito, a Constituição Política da República Portuguesa de 1933 estabelecia formalmente um compromisso entre um Estado de direito democrático e um estado autoritário, mas criava as condições para que a praxis política conduzisse à rápida prevalência do autoritarismo, afinal o traço fundamental do tal Estado forte que servira de lema ao processe da sua aprovação. Essas condições resultavam da clara subalternização do parlamento, a Assembleia Nacional, que passava a ter uma única câmara, embora coadjuvado por uma Câmara Corporativa de carácter essencialmente consultivo, e por fazer depender os direitos e garantias individuais dos cidadãos, designadamente a liberdade de expressão, reunião e associação, de "leis especiais" a aprovar pelo legislador ordinário.
O artigo 71.º da versão originária da Constituição de 1933 define a Assembleia Nacional como sendo um órgão de soberania, a par do Presidente da República, do Governo e dos tribunais. Naquela versão constitucional o poder legislativo é atribuído exclusivamente à Assembleia Nacional, embora restringindo a sua competência à aprovação das bases gerais dos regimes jurídicos, o que permitia ao Governo legislar no uso de autorizações legislativas ou autonomamente nos casos de urgência e necessidade pública, ficando neste último caso obrigado a submeter o decreto-lei à Assembleia, para ratificação, nas cinco primeiras sessões após a publicação.
Na Assembleia Nacional o direito de iniciativa legislativa pertencia, indistintamente, aos deputados e ao Governo. Este direito foi limitado, depois da primeira revisão constitucional (1935), pela introdução da norma travão que impedia os deputados de apresentarem projetos que implicassem aumento de despesa ou diminuição das receitas, e pela revisão de 1971, a qual fixou como competência exclusiva do Governo as iniciativas de lei em matérias referentes ao ultramar.
Apesar da Constituição manter a Assembleia Nacional como o órgão legislativo do regime, as sucessivas revisões constitucionais subverteram o primado de jure da sua competência legislativa, que o historial da produção legislativa demonstra nunca ter existido. Este esvaziamento culminou com a revisão de 1945, a partir da qual o Governo passou a ter competência para legislar através de decretos-lei também fora dos casos de urgência e de necessidade pública. Este enfraquecimento da Assembleia permite que a revisão constitucional de 1971 reconhecesse ao Presidente do Conselho o direito de intervenção na fixação da agenda dos trabalhos parlamentares, embora, em contraponto, essa mesma revisão proceda a um substancial alargamento da reserva absoluta de competência legislativa, embora através de bases gerais a desenvolver pelo Governo.
Em matéria de revisão constitucional os poderes da Assembleia Nacional eram condicionados ao acordo prévio do Chefe de Estado já que competia ao Presidente da República conferir à Assembleia Nacional poderes para esta proceder às revisões constitucionais, podendo inclusive, quando o bem público imperiosamente o exigir, indicar especificamente as matérias a rever, retirando totalmente à Assembleia o direito de iniciativa constitucional.
Numa clara manifestação do antiparlamentarismo do regime, a Assembleia Nacional não tinha competências de fiscalização política do Governo, pois era também ao Chefe de Estado que competia em exclusivo a nomeação, a exoneração e o acompanhamento político da ação do Governo. A Assembleia Nacional era desprovida de quaisquer competências constitucionais nesta matéria, estabelecendo a Constituição que os ministros respondiam politicamente perante o Presidente do Conselho e este apenas perante o Presidente da República. Não existia assim qualquer mecanismo de confirmação parlamentar do Governo, existindo este como estrutura absolutamente autónoma, com mandato que não dependia da legislatura, podendo por isso subsistir indefinidamente enquanto fosse essa a vontade do Chefe de Estado.
O período da legislatura foi fixado em quatro anos com uma a sessão legislativa anual que começou por ter uma duração de três meses improrrogáveis, para se fixar, após a revisão constitucional de 1971, em três meses e meio, divididos em dois períodos, podendo o Presidente da República convocar extraordinariamente a Assembleia Nacional ou adiar as suas sessões. A dissolução da Assembleia Nacional podia ocorrer sempre que "assim o exigirem os interesses superiores da Nação" por livre arbítrio do Presidente da República, apenas obrigatoriamente precedida da audição do Conselho de Estado.

## A institucionalização
Aprovada a Constituição, a primeira I Legislatura da Assembleia Nacional, com 90 deputados, foi eleita a 16 de Dezembro de 1934 por sufrágio direto em lista única dos cidadãos maiores de 21 anos ou emancipados. Os analfabetos só podiam votar se pagassem impostos não inferiores a 100$00 e as mulheres eram admitidas a votar se fossem chefes de família possuidoras de curso especial, secundário ou superior. O direito de voto às mulheres já fora expressamente reconhecido pelo Decreto n.º 19 894, de 5 de Maio de 1931, embora com condições mais restritas que as previstas para os homens.
A capacidade passiva estava restrita pelo Decreto-Lei n.º 24 631, de 6 de Novembro de 1934, o qual decretava a inelegibilidade dos que "professem ideias contrárias à existência de Portugal como Estado independente, à disciplina social e com o fim de promover a subversão violenta das instituições e princípios fundamentais da sociedade".
Sendo uma eleição em lista única, num círculo eleitoral nacional também único, o apuramento dos votos era complexo e feito pela contagem de votos da lista, que se compunha de 90 candidatos, e simultaneamente dos votos de cada candidato nela inscrito. Para efeitos de ordenação, os votos de cada candidato eram os da lista, mas eram deduzidos os votos negativos que sobre ele tivessem recaído. Entendia-se por voto negativo a eliminação do nome do candidato no boletim de voto, já que os eleitores podiam riscar nomes mas nunca substitui-los por outros.
A câmara reuniu pela primeira vez a 10 de Janeiro de 1935, tendo entre os seus membros três deputadas, as primeiras mulheres que tiveram assento num órgão legislativo em Portugal.
Com a tomada de posse dos deputados ficava institucionalizado o novo órgão parlamentar e reposta a legitimidade parlamentar formal do regime. A nova assembleia, que pouco tinha em comum com as Cortes da Monarquia Constitucional ou com o Congresso da Primeira República, evoluiria rapidamente para um quadro de honra nacional onde se congregavam um colégio de cardeais de carácter intelectual, administrativo e funcional, cujos membros haviam sido escolhidos por serviços prestados ao Estado.

## Evolução e extinção
A Assembleia Nacional funcionou entre 10 de Janeiro de 1935, data da sua primeira reunião, e a manhã do dia 25 de Abril de 1974, data do derrube do Estado Novo pelo Movimento das Forças Armadas, em que reuniu pela última vez, sem quorum. Foram 39 anos de funcionamento contínuo, o que a transforma na mais estável e longeva das assembleias legislativas portuguesas, já que as Cortes da Monarquia Constitucional, que formalmente tiveram maior duração, sofreram constantes dissoluções e suspensões.
Durante a sua vida institucional a Assembleia Nacional teve 11 legislaturas, com um total de 1290 mandatos exercidos, e viu a sua composição ser alterada:
- Em 1945, passando a comportar 120 deputados com a eleição a ser feita por círculos eleitorais coincidentes, no território metropolitano e nas ilhas adjacentes, com a área dos distritos administrativos;
- Em 1961, alargada para 130 deputados e modificadas algumas disposições da lei eleitoral, atribuindo a algumas das províncias ultramarinas o acréscimo do número de mandatos que resultara da nova redação dada ao artigo 85.º da Constituição;
- Finalmente, em 1971, com o número de deputados a aumentar para 150 e com uma nova distribuição pelos círculos eleitorais, num claro reforço da presença dos representantes do ultramar.

Os 1290 mandatos disponíveis foram exercidos por 655 deputados, dos quais 363 apenas foram eleitos para uma legislatura. Com origens e idades diversificadas, os deputados eram maioritariamente oriundos do mundo rural português, distribuição que coincide com a própria estrutura da União Nacional, o partido único do regime que os propunha e elegia. Em termos de idades, a idade média dos deputados oscilou entre os 45,2 anos na I Legislatura e os 53,6 na VI Legislatura, com uma dispersão de idades que vai dos 26 anos, a idade mínima de elegibilidade, apenas conseguida pelo deputado João Bosco Soares da Mota Amaral, e os 85 anos do deputado veterano Albino dos Reis.
Apenas nas últimas legislaturas, a X (1969–1973) e a XI (1973–1974), se esboçaram, fruto da Primavera Marcelista, dissensões de alguma monta com o aparecimento da Ala Liberal de Francisco Sá Carneiro. Mas mesmo essas exceções não foram capazes de quebrar o monolitismo e o cinzentismo que foram o traço caracterizador e o legado do "parlamento" do Estado Novo português.
A Assembleia Nacional foi formalmente dissolvida pela Lei n.º 1/74, de 25 de Abril, diploma que formalmente destitui o Presidente da República e o Governo e dissolveu a Assembleia Nacional e o Conselho de Estado, dando por finda a vigência formal do regime do Estado Novo. A Constituição da República Portuguesa de 1976 substituiu a Assembleia Nacional pela Assembleia da República, órgão que no atual arranjo constitucional português detém as funções legislativas de topo.

### Legislaturas
Estes são os quadros cronológicos das legislaturas do Estado Novo, quer da Assembleia Nacional quer da Câmara Corporativa.
| Legislaturas | Eleição    | Início                 | Final                   |
| ------------ | ---------- | ---------------------- | ----------------------- |
| I            | 16-12-1934 | 10 de Janeiro de 1935  | 28 de Abril de 1938     |
| II           | 30-10-1938 | 25 de Novembro de 1938 | 21 de Fevereiro de 1942 |
| III          | 01-11-1942 | 25 de Novembro de 1942 | 22 de Fevereiro de 1945 |
| IV           | 18-11-1945 | 26 de Novembro de 1945 | 30 de Abril de 1949     |
| V            | 13-11-1949 | 25 de Novembro de 1949 | 24 de Março de 1953     |
| VI           | 08-11-1953 | 25 de Novembro de 1953 | 26 de Abril de 1957     |
| VII          | 03-11-1957 | 25 de Novembro de 1957 | 27 de Abril de 1961     |
| VIII         | 12-11-1961 | 25 de Novembro de 1961 | 24 de Abril de 1965     |
| IX           | 07-11-1965 | 25 de Novembro de 1965 | 22 de Março de 1969     |
| X            | 26-10-1969 | 25 de Novembro de 1969 | 28 de Abril de 1973     |
| XI           | 28-10-1973 | 15 de Novembro de 1973 | 25 de Abril de 1974     |